# SWEEPS J175902.67−291153.5
SWEEPS J175902.67-291153.5 — звезда в созвездии Стрельца. Находится на расстоянии около 27710 световых лет от Солнца. Вокруг звезды обращается, как минимум, одна планета, которая является одной из самых далёких, известных науке.

## Характеристики
Видимая звёздная величина SWEEPS J175902.67-291153.5 равна +19.83m. Она относится к звёздам F-класса, и расположена в центре нашей Галактики, а именно, в её балдже.
Масса SWEEPS J175902.67-291153.5 оценена примерно в 1,1 солнечных.
Звезда в 1,45 раз больше, чем Солнце. (2,019,391.8 км или 0,013456 а. е.)

## История открытия

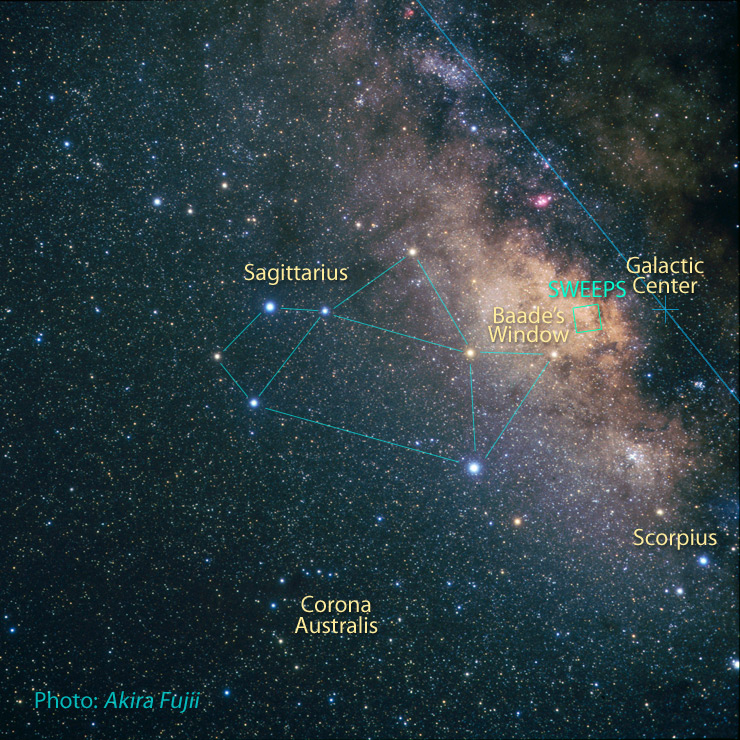
Область поиска SWEEPS

В 2004 году звезда попала в поле зрения телескопа «Хаббл». В ходе выполнения программы SWEEPS (англ. Sagittarius Window Eclipsing Extrasolar Planet Search) было открыто 16 кандидатов в экзопланеты у звёзд галактического центра, в том числе одна планета у SWEEPS J175902.67-291153.5.

## Планетная система

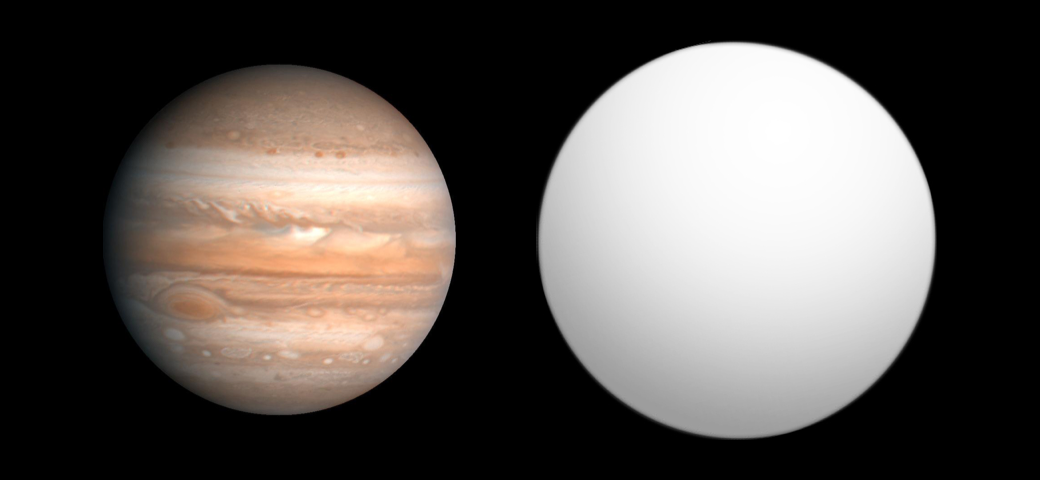
Сравнение размеров Юпитера и SWEEPS-11

В 2006 году было объявлено об открытии планеты SWEEPS-11 (SWEEPS J175902.67-291153.5 b). Это массивный горячий газовый гигант, относящийся к классу горячих юпитеров, почти в 10 раз превосходит по массе Юпитер. Орбита планеты лежит всего лишь в 0,03 а. е. (около 4,5 миллионов километров) от родительской звезды. Поэтому её атмосфера чрезвычайно разогрета. Полный оборот вокруг своей звезды планета совершает почти за 1,8 суток или 43,1 часа.